# Lycopodiella riofrioi
Lycopodiella riofrioi är en lummerväxtart som först beskrevs av Sod., och fick sitt nu gällande namn av B. Øllg. Lycopodiella riofrioi ingår i släktet strandlumrar, och familjen lummerväxter. Inga underarter finns listade i Catalogue of Life.